# 鬚唇短體鰻
鬚唇短體鰻，又稱大口蛇鰻，為輻鰭魚綱鰻鱺目糯鰻亞目蛇鰻科的其中一種。

## 分布
本魚分布於印度西太平洋區，包括紅海、東非、台灣、日本、新幾內亞、澳洲、印尼等海域。

## 深度
水深1至38公尺。

## 特徵
本魚體極延長，胸鰭小或無，口裂大，遠超過眼之後緣，眼小。上頜骨齒為2列，下頜骨齒1列，犬齒狀，齒間距離大；前上頜骨齒圍成一半圓形，鋤骨齒1列。背鰭起點遠在鰓裂之後。體長為體高之21倍，頭長之9倍；尾長為頭與軀幹之1.1倍。上下唇緣均趁有短鬚。體有深咖啡色不規則之斑紋。臀鰭、背鰭具黑邊，鰭為黃色。體長可達159公分。

## 生態
本魚棲息在沙泥質靠近岸礁的海底，常鑽進沙子裡，只露出它的頭部或吻。以小魚與甲殼動物為食。

## 經濟利用
可食用，但產量少。